# HD 102272 c
HD 102272 c (بالإنجليزية: HD 102272 c)‏ الذي يرمز له بالرمز HD 102272c، هو كوكب خارج المجموعة الشمسية، في كوكبة الأسد، يتبع HD 102272 ‏.

## الاكتشاف
اكتشف في 18 يونيو 2008.